# Mureș
Maruše (rumunsky Mureș, maďarsky Maros, srbsky Moriš, německy Mieresch/Marosch, někdy česky i Maroš) je řeka v Maďarsku (Csongrád-Csanád) a Rumunsku. Historický název řeky je Marsius. Je to levý přítok Tisy (povodí Dunaje). Je dlouhá 725 km. Povodí má velikost přibližně 30 000 km².

## Průběh toku
Pramení v pohoří Giurgeu ve východní části rumunských Karpați. Řeka má převážně horský charakter a protéká Sedmihradskem, župami Harghita, Mureș, Alba, Hunedoara a Arad. Poté vtéká do Maďarska, tam protéká župou Csongrád-Csanád (Velká dunajská kotlina). U města Segedín se vlévá do Tisy.

### Přítoky
- zleva – Gurghiu, Niraj, Târnava, Strei, Sebes
- zprava – Arieș, Ampoi

## Vodní režim
Zdroj vody je smíšený. Největší průtok nastává na jaře.

## Využití
Vodní doprava je možná pro lodě s malým ponorem od ústí do města Alba Iulia. Na řece leží rumunská města Reghin, Târgu Mureș, Aiud, Alba Iulia, Deva a Arad a také maďarská Makó a Segedín. Podél řeky vede jedna z hlavních cest z Panonie do Sedmihradska.